# Analyse de la politique étrangère
 (février 2025).
L'analyse de la politique étrangère (appelée Foreign Policy Analysis, ou FPA en anglais) est une discipline du domaine des relations internationales, elle-même une branche de la science politique, qui traite de la théorie, du développement et de l'étude empirique des processus et des conséquences de la politique étrangère.
La FPA est l’étude de la gestion des relations extérieures et des activités de l’État. La politique étrangère implique des objectifs, des stratégies, des mesures, des méthodes de gestion, des lignes directrices, des directives, des accords, etc. Les gouvernements nationaux peuvent mener des relations internationales non seulement avec d’autres États-nations, mais aussi avec des organisations internationales et des organisations non gouvernementales.
La gestion des relations étrangères nécessite des plans d’action soigneusement étudiés, adaptés aux intérêts étrangers et aux préoccupations du gouvernement.
L’analyse de la politique étrangère implique l’étude de la manière dont un État élabore sa politique étrangère. Dans la mesure où elle analyse le processus de prise de décision, cette discipline implique l’étude de la politique internationale et nationale. Elle s’appuie également sur l’étude de la diplomatie, de la guerre, des organisations intergouvernementales et des sanctions économiques, qui sont autant de moyens par lesquels un État peut mettre en œuvre sa politique étrangère. Dans le milieu universitaire, cette analyse est le plus souvent enseignée dans le cadre de la discipline des politiques publiques au sein des sciences politiques ou des études politiques, et de l'étude des relations internationales. Elle peut également être considérée comme un sous-domaine de l’étude des relations internationales (RI), qui vise à comprendre les processus qui sous-tendent la prise de décision en matière de politique étrangère. Les chercheurs les plus éminents dans ce domaine d'étude comprennent Richard Snyder, James Rosenau, Alexander George, Graham Allison et Irving Janis .